# Автобан A952 (Німеччина)
Федеральний автобан 952 (A952, нім. Bundesautobahn 952) — короткий автобан у Німеччині, розташований південніше Мюнхена. Має по дві смуги руху в кожному напрямку, але не має смуг аварійної зупинки. Між початковою і кінцевою точкою з'їзди з автобану відсутні.
Довжина траси складає близько 5 кілометрів.

## Маршрут
| Автобан A952 |                 |  |
| 0 км         | Штарнберг       |  |
| 5 км         | Штарнберг-Перха |  |